# Nizam
Nizam (urdu: نظام), en kortere version af Nizam-ul-Mulk (urdu: نظامالملک), var statsoverhovedets titel i fyrstestaten Hyderabad, der eksisterede fra 1724 til 1949. De tilhørte Asaf Jah-dynastiet, grundlagt af Mir Qamar-ud-Din Siddiqi (Asaf Jah I) i 1720.
Asaf Jah-dynastiet havde sin oprindelse i området omkring Samarkand. I slægten fandtes blandt andet en Sayyid (ætling til Profeten Muhammed). I 1600-tallet kom familien til Indien fra Bagdad, hvor den havde slået sig ned.
Asaf Jah I regerede først på vegne af mogulerne, men efter Aurangzebs død 1707 svækkedes mogulernes magt og Asaf Jah erklærede sig uafhængig. Senere, da briterne havde overhøjhed over Indien, kunne Asaf Jah-dynastiet fortsætte med at regere som "klienter" og beholde magten i Hyderabad-staten. 
I år 1947, da den Indiske Union blev dannet, og Pakistan dannede en separat stat, ville nizamen Osman Ali Khan (Asaf Jah VII) hverken høre til den ene eller den anden stat, men bevare Hyderabads selvstændighed. Året efter blev Hyderabad tvunget ind i den Indiske Union efter militærindgrebet, der blev kendt som Operation Polo.

## Liste over nizamer
1. Qamar-ud-din Khan, Asaf Jah I (1720-1748)
2. Mir Ahmed Ali Khan Siddiqi, Nizam-ud-Dowlah, Nasir Jang (1748-1750)
3. Nawab Hidayat Mohi-ud-din Sa'adu'llah Khan Bahadur, Muzaffar Jang (1750-1751)
4. Nawab Syed Mohammed Khan Siddiqi, Amir ul-Mulk, Salabat Jang (1751-1762)
5. Nawab Mir Nizam Ali Khan Siddiqi Bahadur, Nizam ul-Mulk, Asaf Jah II (1762-1803)
6. Nawab Mir Ali Akbar Khan Sikandar Jah Siddiqi, Asaf Jah III (1803-1829)
7. Nawab Mir Farkhonda Ali Khan Siddiqi, Nasir-ud-Daulah, Asaf Jah IV (1829-1857)
8. Nawab Mir Tahniat Ali Khan Siddiqi Afzal ud Daulah, Asaf Jah V (1857-1869)
9. Fateh Jang Nawab Mir Mahboob Ali Khan Siddiqi, Asaf Jah VI (1869-1911)
10. Fateh Jang Nawab Mir Osman Ali Khan Siddiqi, Asaf Jah VII (1911-1967)